# Batman v Superman: Dawn of Justice
Batman v Superman: Dawn of Justice er en amerikansk superheltefilm fra 2016, der inkluderer DC karaktererne Batman og Superman. Filmen er instrueret af Zack Snyder og udgivet af Warner Bros. Pictures. Batman v Superman: Dawn of Justice  er en efterfølger til Man of Steel fra 2013, og er den anden udgivelse i DC Comics Extended Universe. Filmens manuskript er skrevet af Chris Terrio og David S. Goyer og har Ben Affleck, Henry Cavill, Amy Adams, Jesse Eisenberg, Diane Lane, Laurence Fishburne, Jeremy Irons, Holly Hunter og Gal Gadot i filmens bærende roller. Batman v Superman: Dawn of Justice er den første live-action film, der inkluderer både Batman og Superman og er samtidig den første biografiske spillefilm med live-action udgaver af Wonder Woman, Aquaman, Cyborg og The Flash. I filmen manipulerer det kriminelle geni, Lex Luthor, Batman til at bekæmpe Superman.
Filmen blev annonceret ved 2013 udgaven af San Diego Comic-Con International efter udgivelsen af Man of Steel. Instruktør Zack Snyder forklarede, at filmen ville tage inspiration af den anerkendte Batman tegneserieudgivelse, The Dark Knight Returns, skrevet af Frank Miller, men forklarede, at filmen ville følge en original historie skrevet til filmen. Filmens inkarnation af Batman ville også være anderledes end, hvordan karakteren portrætteres i Christopher Nolans tidligere Batman-filmtrilogi og ville fungere som et filmisk reboot af karakteren. Filmen drager samtidig inspiration fra tegneserieudgivelsen The Death of Superman og enkelte karakterer derfra. Filmens optagelser startede i maj 2014 i Detroit, Michigan. Yderligere optagelser fandt sted i Chicago, Illinois og New Mexico.
Batman v Superman: Dawn of Justice havde verdens premiere i Mexico City, den 19. marts, 2016. Den fik dansk premiere den 24. marts 2016 i 2D, 3D og IMAX 3D. Filmen havde rekordstor åbning i både amerikanske og internationale markeder.

## Medvirkende
- Ben Affleck som Bruce Wayne / Batman: En milliarder og ejer af Wayne Enterprises, der dedikere sig selv til at beskytte Gotham fra den kriminelle underverden, som den hårdt trænede, maskerede selvtægtsudøver. Brandon Spink portrættere en ung Bruce Wayne[9]
- Henry Cavill som Kal-El / Clark Kent / Superman: En Kryptansk overlever og journalist for ”The Daily Planet” der bruger sine overmenneskelige kræfter til at beskytte jorden.
- Amy Adams som Lois Lane: en reporter for “The Daily Planet” og kærlighedsinteresse for Clark Kent. [10]
- Jesse Eisenberg som Lex Luthor: En sofistikeret ung forretningsmand og arvelig CEO af LexCorp der er fikseret på at besejre, den han ser som sin ærkefjende, Superman[11]
- Diane Lane som Martha Kent: Clarks adoptivmor
- Laurence Fishburne som Perry White: Chefredaktøren for The Daily Planet og Clark og Lois chef.
- Jeremy Irons som Alfred Pennyworth: Bruce Waynes butler, chief for sikkerhed og betroet væbner.
- Holly Hunter som June Finch: en amerikansk senator fra staten Kentucky.
- Gal Gadot som Diana Prince / Wonder Woman: en 5000 år gammel Amazone princess,[12] og datter af Zeus.
- Scoot McNairy som Wallace Keefe, en ansat hos Wayne Enterprises der bliver skadet under ødelæggelsen af Metropolis, og bliver en bonde I Luthors plan.
- Callan Mulvey som Anatoli Knyazev, en terrorist der arbejder for Lex Luthor.
- Tao Okamoto som Mercy Graves, Lex Luthors assistent.

## Produktion

### Udvikling
”... efter færdiggørelsen af Man of Steel snakkede vi om hvad der burde være i den næste film, jeg startede diskret med at nævne at det ville være cool hvis han (læs: Superman) var oppe imod Batman… Du er i et manuskriptmøde, hvor der snakkes om hvem Superman burde kæmpe imod, hvis han lige har kæmpet imod denne kæmpe trussen fra det ydre rum, General Zod, der mere eller mindre var hans fysiske ligemand, fra hans egen planet, på vores jord. Så hvem, burde der kæmpes imod i næste film?... Men jeg vil ikke sige at jeg tog imod Man of Steel-jobbet, fordi jeg havde en skjult agenda om at komme til Batman. Jeg mener virkelig at Batman først kom ind i billedet, efter det langt og længe blev overvejet hvem Superman skulle op imod.
I juni 2013, annoncerede Warner Bros. at instruktør Zack Snyder og forfatter David S. Goyer ville vende tilbage, og lave en fortsættelse til Man of Steel, hvor studiet, i første omgang, planlagde en 2015 udgivelse af filmen. Den efterfølgende måned ved San Diego Comic-Con International bekræftede Zack Snyder, at fortsættelsen til Man of Steel ville indeholde både Superman og Batman, og deres første møde i et live-action filmisk format. Goyer og Snyder ville finde på filmens historie sammen, hvor Goyer så ville stå bag filmens manuskript, og med Christopher Nolan involveret i en rådgivende rolle som executive producer. Ifølge Snyder ville filmen tage inspiration fra tegneseriehæftet The Dark Knight Returns.
I november 2013, redegjorde Snyder for, at filmen ikke ville være direkte baseret på tegneseriehæftet. Hvis du ville gøre det, så ville du have brug for en helt anden Superman. Vi bringer Batman ind i det univers som vores Superman lever i. Batman v Superman markerer den første optræden af Wonder Woman i en live-action, spillefilm, hvilket Warner Bros. havde haft planer om, siden helt tilbage i 1996. I december 2013, blev Chris Terrio ansat til at omskrive filmens manuskript, grundet Goyers forpligtelser til andre projekter. Terrio havde tidligere arbejder sammen med Ben Affleck på Argo.
Filmens officielle titel, Batman v Superman: Dawn of Justice blev afsløret i maj 2014. Snyder udtalte at v’et I filmens titel i stedet for vs, var en måde at holde filmen fra direkte at være en 'versus'-film, selv i den mest diskrete og simple måde. Henry Cavill udtalte senere Jeg vil ikke kalde dette for en Superman fortsættelse […] Det her er Batman imod Superman. Det er en separat enhed. Det er introduktionen af Batman karakteren, og en udvidelse af det univers der blev startet i  Man of Steel. Forbes mener at på trods af at filmen startede ud som en fortsættelse til Man of Steel, så blev den omstøbt til bagdøren til Justice League og/eller en eventuel alene stående Batman-film.